# Luis Beltrán Alfaro
Luis Beltrán Alfaro  (San Miguel de Tucumán, ca. junio de 1831-San Miguel de Tucumán, 8 de septiembre de 1888) fue un sacerdote católico argentino. 

## Biografía
Se registra su bautismo el 25 de febrero de 1832, hijo de Andrés Alfaro Romano y de Josefa Sánchez. Se ordenó sacerdote en Córdoba. Luego se trasladó a Salta donde fundó y dirigió una escuela pública. 
Al producirse, en 1864, el conflicto entre el obispo y el gobernador Cleto Aguirre, su decidida actitud del prelado le valió la cárcel, con otros sacerdotes. Pasó entonces a Bolivia, al convento de Tarija: allí se dedicó al estudio, en compañía de fray Mamerto Esquiú, y a la enseñanza. La universidad de Sucre le dio el título de doctor en 1869, año en que volvió a Tucumán. 
Como párroco, estuvo a cargo de la construcción de la iglesia de La Merced. Hombre de fe y de gran cultura, en 1874, fue vicerrector del Colegio Nacional de Tucumán. Fue cura rector de la iglesia Catedral hacia 1880. Fue tío del prestigioso médico Gregorio Aráoz Alfaro. 
Falleció en 1888 por complicaciones cardíacas, siendo canónigo y capellán de la Cofradía del Señor de la Salud, fue sepultado el 9 de septiembre de 1889 en el interior de la iglesia de La Victoria (hoy iglesia de La Merced) con oficio cantado.